# Белица (Березинский район)
Белица (бел. Беліца) — деревня в Березинском районе Минской области Беларуси. Входит в состав Березинского сельсовета.

## География
Деревня находится в восточной части Минской области, на правом берегу реки Уши, к востоку от автодороги Н-8004, на расстоянии приблизительно 17 километров (по прямой) к северо-западу от города Березино, административного центра района. Абсолютная высота — 154 метра над уровнем моря. Площадь населённого пункта — 0,0504 км².

## История
По состоянию на 1909 год, в Белице имелось 15 дворов и проживало 108 человек. В административном отношении деревня входила в состав Беличанской волости Игуменского уезда Минской губернии.
До 28 мая 2013 года в составе Ушанского сельсовета.

## Население
По данным переписи 2019 года, постоянное население в деревне отсутствовало.
| Год  | Население, человек |
| ---- | ------------------ |
| 1909 | 108                |
| 2009 | ↘ 4                |
| 2019 | ↘ 0                |